# Aralia elata
Aralia elata là một loài thực vật có hoa trong Họ Cuồng. Loài này được (Miq.) Seem. mô tả khoa học đầu tiên năm 1868.